# 巴爾奇克市鎮
43°26′N 28°7′E / 43.433°N 28.117°E
巴爾奇克市，是保加利亞的城鎮，位於該國東北部，由多布里奇州負責管轄，首府設於巴爾奇克，面積523平方公里，2009年人口21,832，人口密度每平方公里41.74人。